# Endomia unifasciata
Endomia unifasciata là một loài bọ cánh cứng trong họ Anthicidae. Loài này được Bonelli miêu tả khoa học năm 1812.